# Маньян, Бернар Пьер
Бернар Пьер Маньян (1791—1865) — французский военный и государственный деятель, маршал Франции (2 декабря 1852).

## Биография
Служил в наполеоновской армии. В 1830 г., командуя полком, отличился в алжирской экспедиции. В 1831 г., за слишком энергичные меры, принятые им для подавления бунта, вспыхнувшего в Лионе, был уволен в запас. Перешел в бельгийскую армию, но через несколько лет был вновь принят во французскую службу.
Летом 1851 г. назначен главнокомандующим парижской армией, с которой подавил восстание, вспыхнувшее в столице вследствие государственного переворота 2 декабря того же года. За эту услугу Наполеон III наградил его званием сенатора.
В 1862 году, в то время как он не был масоном, Наполеон III назначил Маньяна великим мастером Великого востока Франции, чтобы удалить принца Люсьена Мюрата от руководства ВВФ. Маньян был посвящён и получил 33 градуса ДПШУ в течение 48 часов.